# Niger op de Olympische Zomerspelen 2016
Niger nam deel aan de Olympische Zomerspelen 2016 in Rio de Janeiro, Brazilië. Zes atleten, actief in vier verschillende disciplines, behoorden tot de Nigerese selectie. Taekwondoka Abdoul Razak Issoufou droeg de nationale vlag bij de openings- en sluitingsceremonie. Hij won de eerste Nigerese olympische medaille sinds de Olympische Zomerspelen 1972 in de klasse boven 80 kilogram. In de halve finale versloeg Issoufou de regerend wereldkampioen en als eerste geplaatste Oezbeek Dmitrij Sjokin. Het was de vijfde Afrikaanse medaille in de vechtsport, die van oudsher gedomineerd wordt door Aziatische landen.

## Medailleoverzicht
| Sport     | Olympiër              | Discipline | Medaille |
| --------- | --------------------- | ---------- | -------- |
| Taekwondo | Abdoul Razak Issoufou | +80 kg (m) | Zilver   |

## Deelnemers en resultaten
(m) = mannen, (v) = vrouwen 

### Atletiek
| Olympiër                 | Discipline | Resultaat | Prestatie              |
| ------------------------ | ---------- | --------- | ---------------------- |
| Ousseini Djibo           | 400m (m)   | 49e       | serie 1: 8ste in 50,06 |
|                          |            |           |                        |
| Mariama Mahamatou Itatou | 400m (v)   | 53e       | serie 8: 6de in 54,32  |

### Judo
| Olympiër     | Discipline | Resultaat | Prestatie                                              |
| ------------ | ---------- | --------- | ------------------------------------------------------ |
| Ahmed Goumar | –73kg (m)  | 17e       | 1ste ronde: vrij 2de ronde: V van USA Delpopolo: ippon |

### Taekwondo
| Olympiër                | Discipline | Resultaat | Prestatie |
| ----------------------- | ---------- | --------- | --- |
| Abdoul Razak Issoufou V | +80kg (m)  | Zilver    | voorronde: W van FRA N'diaye: 6–0 kwartfinale: W van BRA Siqueria: 6–1 halve finale: W van UZB Sjokin: 8–2 finale: V van AZE Isaev: 2–6 |

### Zwemmen
| Olympiër          | Discipline         | Resultaat | Prestatie                  |
| ----------------- | ------------------ | --------- | -------------------------- |
| Albarchir Mouctar | 50m vrije slag (m) | 70e       | serie 2: 3de in 26,56 (NR) |
|                   |                    |           |                            |
| Roukaya Mahamane  | 50m vrije slag (v) | 83e       | serie 2: 4de in 35,60 (NR) |